# Judo

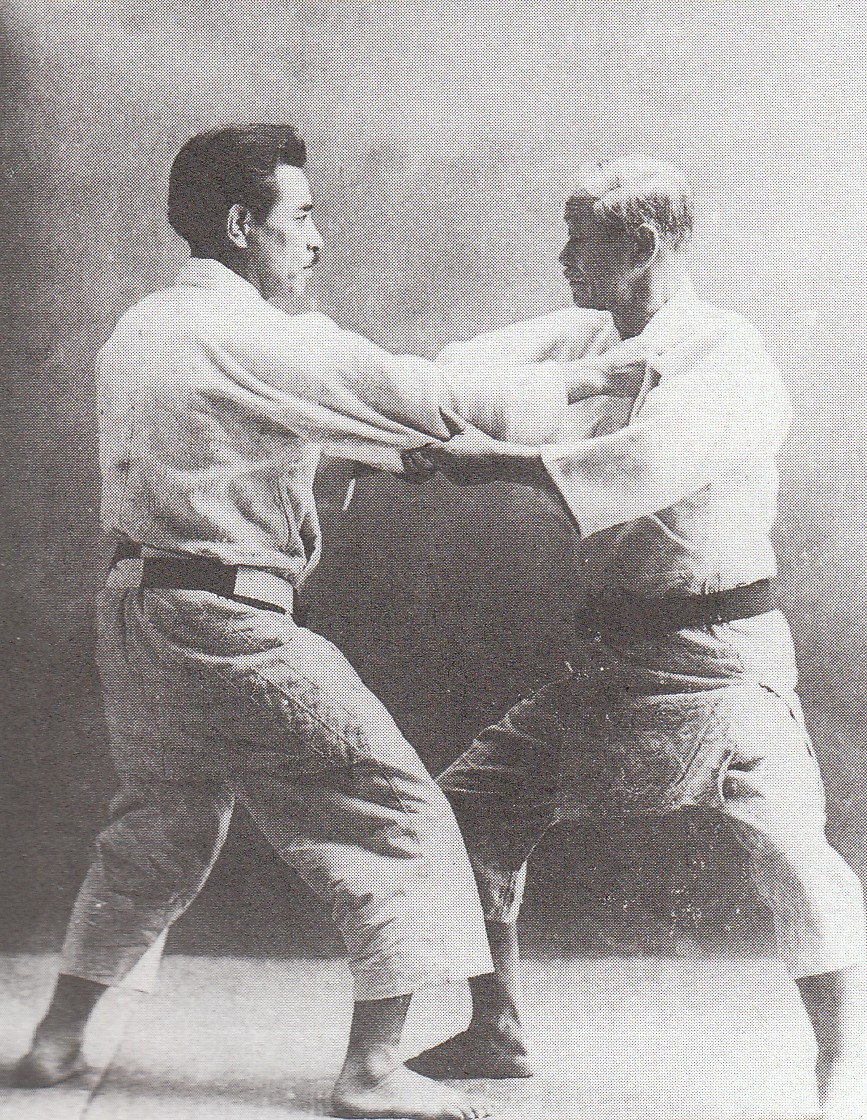
Kyuzo Mifune (stânga) și Jigoro Kano.

Judoul (pronunțat „giudo”; 柔道 jūdō, „metoda flexibilă/suplă/mlădioasă”) este o artă marțială japoneză modernă (Gendai budō). În 1882, pornind de la principiile tradiționalului jujitsu și păstrând tehnicile de aruncare și prize ale acestuia, profesorul Jigoro Kano și-a format propriul său stil, care a devenit cunoscut sub denumirea de Kano-ryu, iar mai târziu s-a numit Kodokan Judo.
Principiile sale se bazează pe folosirea supleții în locul forței brute, fiind eliminate loviturile și unele luxări periculoase, cum ar fi luxarea degetelor. În judo se folosesc proiectări, secerări, fixări la sol, strangulări și luxări.
La începutul secolului trecut, pe măsură ce judoul a fost popularizat în Europa, și-a pierdut treptat caracterul și proprietățile de artă marțială, transformându-se în sport. În 1964 judo a devenit probă olimpică.
Practicantul judoului se numește judoka. Sala unde se practică judoul se numește dojo. Echipamentul de judo, numit kimono, a fost introdus de către Kano în anul 1907, dar pentru grade folosea, în continuare, numai centuri albe și negre.

## Judowaza(arte)
Există trei categorii de bază ale tehnicii waza (技,arta) în judo: nage-waza (投げ技, arta aruncării), katame-waza (固技, arta fixărilor) și atemi-waza (当て身技, arta loviturilor).  Judo este cunoscut mai ales pentru nage-waza și katame-waza.
Practicanții Judo dedică, de obicei, o parte din fiecare sesiune de practică la ukemi (受 け 身, căderi), pentru ca nage-waza să poată fi practicată fără un risc semnificativ de rănire. Există mai multe tipuri distincte de ukemi, inclusiv ushiro ukemi (後ろ受身, căderea spate); yoko ukemi (横受け身, căderea laterală); mae ukemi (前受け身, căderea în față); and zenpo kaiten ukemi (前方回転受身, căderea înainte prin rostogolire).
Persoana care efectuează o tehnică este cunoscută sub numele de tori (取り, executorul tehnicii), iar persoana căreia îi este efectuată este cunoscută sub numele de uke (受け, cel ce primește tehnica).

### Nage-waza(arta aruncării)

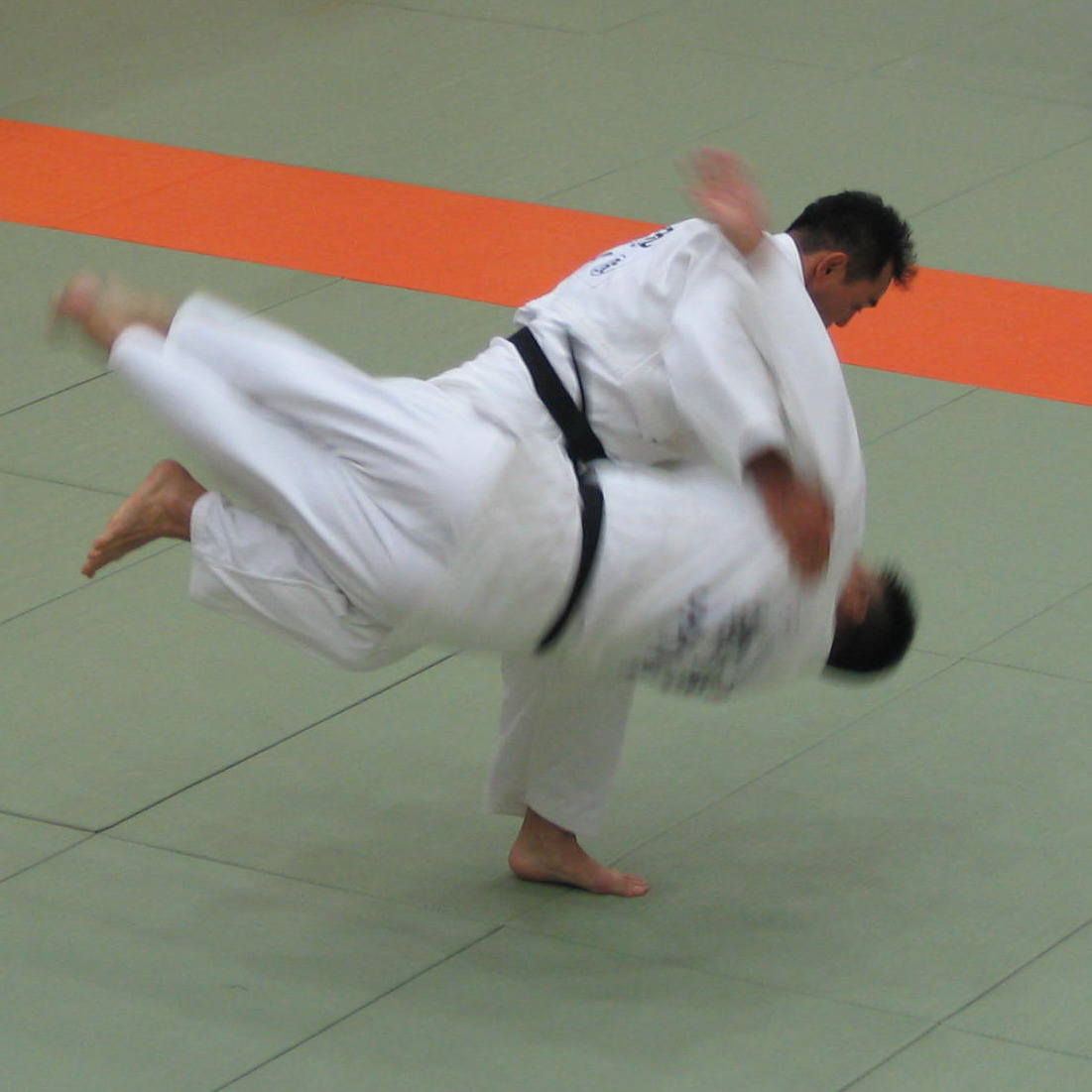
Harai goshi aruncare peste șold, o koshi-waza

Nage-waza include toate tehnicile în care tori încearcă să arunce sau să pună piedici lui uke, de obicei cu scopul de a-l pune pe uke pe spate. Fiecare tehnică are trei etape distincte:
- Kuzushi (崩 し), dezechilibrare;[6]
- Tsukuri (作 り), încărcare;[7]
- Kake (掛 け), finalizarea aruncării.[7]

Înainte de a putea realiza un kuzushi eficient, este important să se stabilească o apucare fermă (組 み 方, kumi kata).
Nage-waza sunt antrenate în mod obișnuit prin utilizarea uchi-komi (内 込), intrări repetate, nage (proiecții).

## Centurile
| Albă       |
| Galbenă    |
| Portocalie |
| Verde      |
| Albastră   |
| Maro       |
| Neagră     |